# Oirschot (plaats)
Oirschot (uitgesproken als 'Oorschot', uitspraakⓘ) (Brabants: Orskot) is de hoofdplaats van de gelijknamige gemeente Oirschot, in de Nederlandse provincie Noord-Brabant. Oirschot is gelegen in regio de Kempen.

## Etymologie
De naam Oirschot zou afkomstig zijn van "schoot", wat hoger gelegen land in moerassig gebied betekent, en "oir" (de "i" duidt hier enkel op een verlenging van de "o" conform de Middelnederlandse spellinggewoonte, en voegt verder geen klank toe), wat mogelijk op "oeros" of "ijzeroer houdende bodem" terug is te voeren. Maar het zou ook kunnen dat "oir" juist zoals "aar" op water duidt. In dat geval is het dus een hoge plek in of aan een natte laagte, hetgeen nu nog steeds het geval is alleen minder duidelijk dan in het verleden. Oirschot heeft daarmee dezelfde betekenis als Aarschot in Vlaams-Brabant.

## Geschiedenis
Hoewel er al sinds de prehistorie bewoning is geweest op het grondgebied van het huidige Oirschot, zijn schriftelijke documenten pas relatief laat aanwezig. Op dat ogenblik was Oirschot, vanuit een Frankische nederzetting, al uitgegroeid tot een plaats van regionale betekenis.
Zo is er sprake van de heilige Odulfus, die omstreeks 805 pastoor van Oirschot was. Er is sprake van documenten die gewag maken van de verering van Odulfus te Oirschot zo vroeg als 1150 en 1270. Dit zijn echter jongere kopieën van oudere documenten, die mogelijk op vervalsingen berusten. Archeologische vondsten bevestigen overigens bewoning tijdens de 8e en 9e eeuw in de omgeving van de Mariakerk. Ook was er zeker al vanaf het begin van de 13e eeuw een kapittel van elf kanunniken. Vanuit de parochie van Oirschot zijn de parochiekerken gesticht van Oostelbeers, Middelbeers, Vessem en Wintelre. Enige invloed van de Abdij van Echternach en de Abdij van Sint-Truiden zal er wel geweest zijn, maar dit betrof slechts enkele boerderijen.
Ook in wereldlijke zin was Oirschot niet onbelangrijk. Het was een vrijheid en hoofdplaats van Kempenland. Men kende een jaarmarkt. In 1513 werd een regthuis gebouwd dat, afgezien van dat in 's-Hertogenbosch, het enige was in de Meierij van 's-Hertogenbosch. De heer van Oirschot had twee kastelen: Kasteel Oud Beijsterveld nabij Oirschot en Kasteel Ten Bergh nabij Spoordonk. Mogelijk is deze heerlijkheid vanuit de Spoordonkse Watermolen ontstaan.
De heren van Oirschot hebben ook Vught in handen gekregen, maar verloren dat geleidelijk toen de Hertog van Brabant in 1196 zijn eigen machtscentrum in die omgeving stichtte: de stad 's-Hertogenbosch. De hertog kreeg definitief invloed in Peelland en Kempenland in 1232. Zo werd Oirschot een zogeheten halve heerlijkheid: de helft van de rechten was in handen van de Hertog van Brabant en de andere helft van de Heer van Oirschot, die overigens lang uit machtige adellijke families heeft bestaan.
Oorspronkelijk vormde het Vrijthof bij de Mariakerk het centrum van de plaats, later werd de Sint-Petruskerk gebouwd en uiteindelijk verplaatste het centrum zich naar de directe omgeving van deze nieuwe kerk. Het is mogelijk dat de hertog betrokken was bij de bouw van de Sint-Petruskerk, om ook op kerkelijk gebied een nieuw machtscentrum te stichten.
In 1320 verkocht het oude adellijke geslacht de heerlijkheid Oirschot aan Rogier van Leefdaal die een vertrouweling van de hertog was. Via vererving kwam de heerlijkheid aan de familie Van Merode en via een gerechtelijke verkoop in 1672 aan de familie Sweerts de Landas, een protestantse familie, die het Kasteel Oud Beijsterveld tot 1831 behield, al waren de heerlijke rechten toen vervallen. Hierna werd het een missieklooster.
Omstreeks 1600 was Petrus Vladeraccus actief in Oirschot. Hij zette zich in voor de contrareformatie en voerde de richtlijnen van het Concilie van Trente door. In 1633 echter kwamen, onder militaire begeleiding, de eerste protestanten in Oirschot, en met de Vrede van Münster in 1648 was het tij volledig gekeerd. Er volgde een periode van economische neergang en toen op het einde van de 18e eeuw de nieuwe straatweg van 's-Hertogenbosch naar Luik werd aangelegd, liep deze op ruime afstand van Oirschot. De plaats werd door Eindhoven, en door het in 1821 afgesplitste Best, overvleugeld.
In de 20e eeuw kwam het toerisme op, terwijl uiteindelijk ook industrialisatie optrad, oorspronkelijk bestaande uit traditionele bedrijven zoals de meubelindustrie, later ook metaalindustrie, zoals Heras, en een bedrijf voor verplaatsbare cabines, De Meeuw. De komst van het Wilhelminakanaal (1923) stimuleerde de industriële bedrijvigheid. Ook breidde de plaats zich snel uit doordat werknemers van de Generaal Majoor de Ruyter van Steveninckkazerne in Oirschot kwamen wonen. Ook ligt Oirschot langs de snelweg die Eindhoven met Tilburg verbindt.
In 1997 werd in het kader van de gemeentelijke herindeling van Noord-Brabant de gemeente Oost-, West- en Middelbeers opgeheven en ingedeeld bij de gemeente Oirschot.

## Buurtschappen
Straten, Notel, Snepseind, De Stad, Moleneind, Theetuin, Boterwijk, Hedel, Tregelaar, Hersel, Oudenhoven, Eerdbruggen, Pullen

## Bezienswaardigheden

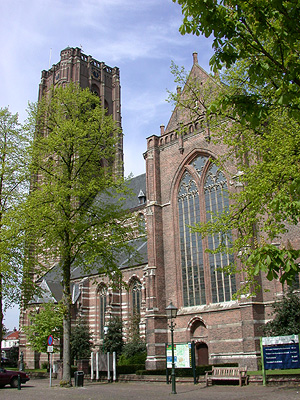
Sint-Petrusbasiliek

De plaats Oirschot telt meer dan 300 rijks- en gemeentelijke monumenten en beschikt over een beschermd dorpsgezicht.

### Kerkelijke gebouwen
- De Sint-Petrusbasiliek is een forse gotische kruisbasiliek uit de 15e en 16e eeuw. De stompe toren is een hoogtepunt van de Kempense gotiek. De toren is 60 meter hoog.
- De Mariakerk of het Boterkerkje, is een 12e-eeuws zaalkerkje in romaanse stijl. Sinds 1799 is het een protestantse kerk.
- Huis Bleijendaal, in de Nieuwstraat, uit 1595, hoorde bij een karmelietessenklooster.
- Het voormalige Klooster Nazareth met kapel in neoromaanse stijl uit 1910. Het omvangrijke complex aan de Koestraat werd ontworpen door de architecten Jos Cuypers en Jan Stuyt. Het was een klooster van de Franciscanessen van Oirschot. Geleidelijk aan werd het een kloosterverzorgingstehuis, waar in 2008 nog 63 oudere religieuzen woonden.
- Kapel van de Heilige Eik, de stenen kapel stamt uit 1606 gelegen in het buitengebied aan de Beerzeloop. Het aanwezige Mariabeeldje heeft een historie en zou ter plaatse zijn aangespoeld.
- Synagoge, in het verleden is Oirschot ook een synagoge rijk geweest. Deze is niet meer aanwezig. Een muursteen op de Rijkesluisstraat herinnert hier nog aan.

### Wereldlijke gebouwen
- Het Oude Raadhuis, gebouwd in 1513, gelegen aan de Oirschotse Markt. Dit gebouw werd oorspronkelijk als markthal gebruikt voor zuivelproducten en dergelijke, maar in de 18e eeuw kwam de gemeenteraad er bijeen, en kwamen er ook voorzieningen om het recht te voltrekken, zoals een schandpaal en een aantal cellen voor het uitzitten van lichte straffen. De zijgevels zijn trapgevels, en aan de voorgevel is een trap met bordes aangebracht. Het Raadhuis is een aantal malen gerestaureerd, zoals in 1937, waarbij de pleisterlaag werd verwijderd. In 1984 verloor het raadhuis zijn openbare functie en kwam in handen van een antiquair, later van een woningbedrijf. De kelder wordt nog gebruikt voor trouwpartijen. In 2004 vond opnieuw een verbouwing plaats.
- Het Hof van Solms, een stadspaleis aan de Koestraat, dat in 1663 voor Arnold Fey werd gebouwd. Dit huis is vernoemd naar Amalia van Solms, die door Fey behandeld zou zijn en er zou hebben verbleven. Het zeer grote woonhuis is versierd met pilasters en het heeft een halsgevel. Van 1903 tot 1981 was het in gebruik bij de zusters Franciscanessen, daarna werd het een partycentrum, dat echter grote zorg aan de interieurs besteedde.
- Huize Groenenberg, aan de Molenstraat. Een zeer fraai kanunnikenhuis met trapgevel, daterend uit 1613. Hier woonde kanunnik Jan Daems van Nuenen en na de reformatie, vanaf 1629, Maarten Christiaan Sweerts de Landas, die heer van Oirschot en kwartierschout van Kempenland was. Het huis heeft een ingang in Empirestijl uit 1825. Het is gerestaureerd in 1974
- De voormalige Brouwerij De Kroon uit 1773. In dit brouwerijcomplex aan de Koestraat is na een grote renovatie/verbouwing sinds 2015  Brouwerij Vandeoirsprong gevestigd.
- Latijnse school in de Schoolstraat, uit 1629, met korfbogen en trapgevels als zijgevel. Deze kapittelschool heeft een gewelfde kelder uit de 16e eeuw.
- Diverse oude huizen, vaak met korfbogen en trapgevels, in de kern van het dorp.
- Een aantal langgevelboerderijen, buiten het dorp.
- Windmolen De Korenaar ten noordoosten van de kom.
- Winkelcentrum De Poort vlak ten oosten van Oirschot is een herontwikkeling uit 2007 van het terrein van de meubelfabriek Teurlincx & Meijers. Hiervan is de schoorsteen, een karakteristieke bedrijfshal met sheddakken, en een woning behouden gebleven. De gebouwen zijn gerestaureerd en bevatten winkels.

### Monumenten
- Lijst van rijksmonumenten in Oirschot (plaats)
- Lijst van gemeentelijke monumenten in Oirschot (plaats)

### Musea
- Museum de Vier Quartieren is een heemkundig en volkenkundig museum met voorwerpen uit eind 19e en begin 20e eeuw. Er zijn religieuze voorwerpen te zien, een poppenhuis uit de 19e eeuw, en de collectie Van Hedel-Van Grinsven, die bestaat uit een verzameling verwarmingstoestellen zoals kruiken en stoven. Voorts is er een verzameling textiele voorwerpen, waaronder poffers en merklappen. Het is gevestigd in een huis uit 1690. Ook de verzameling van het voormalige landbouwmuseum Hand en Span is er in ondergebracht. Deze omvat landbouwwerktuigen van omstreeks 1850 tot 1950, en daarnaast gereedschappen die betrekking hebben op andere ambachten, zoals de dakdekker, de smid en de imker. In de waterput op het erf groeit de tongvaren.
- Museum Kruysenhuys aan De Moriaan, is een museum dat werk toont van de schildersfamilie Kruysen, namelijk Jan Kruysen, Antoon Kruysen, en Maria Kruysen. Zij schilderden onder andere onderwerpen uit het Brabantse plattelandsleven. Naast deze vaste verzameling zijn er ook wisselende tentoonstellingen.
- Museumke De Poffer, een klein museum dat stukken klederdracht, zoals poffers, bezit.

### Openbare kunst
- De Grote Stoel, Europa's grootste houten stoel. Deze stoel uit 1958 is een eerbewijs aan het vakmanschap van de Oirschotse meubelindustrie. Dat het een Amerikaanse knopstoel is ziet men aan de massief houten zitting, waarop de poten en de leuning als afzonderlijke delen zijn aangebracht. Dit in tegenstelling tot de Brabantse knopstoel, waarbij de achterpoten doorlopen in de leuning, en waarvan de zitting uit gevlochten biezen bestaat.
- Oirschotse Mie, aan de Markt. Een bronzen beeld van Hans Grootswagers, geplaatst in 2004. Het stelt een Brabantse vrouw in klederdracht voor, met eiermandje.
- Jan Kruysen, een bronzen beeld dat het hoofd van deze schilder uitbeeldt.
- Monument voor de Franciscanessen van Oirschot, voor het Klooster Nazareth. Het is een bronzen zuil waarop de vele stichtingen zijn aangegeven die door de zusters zijn verricht.

### Foto's

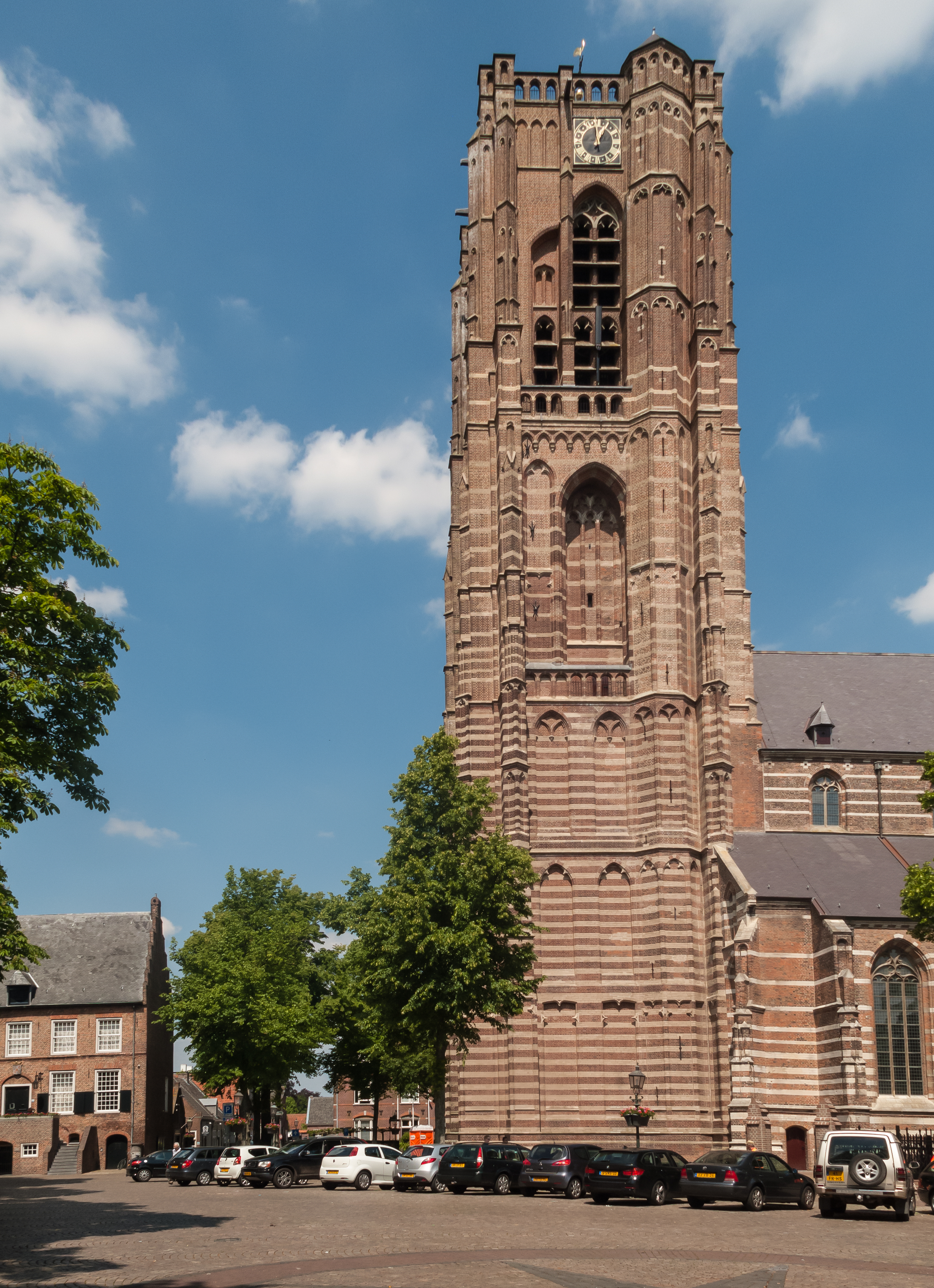
De Sint Petrusbasiliek
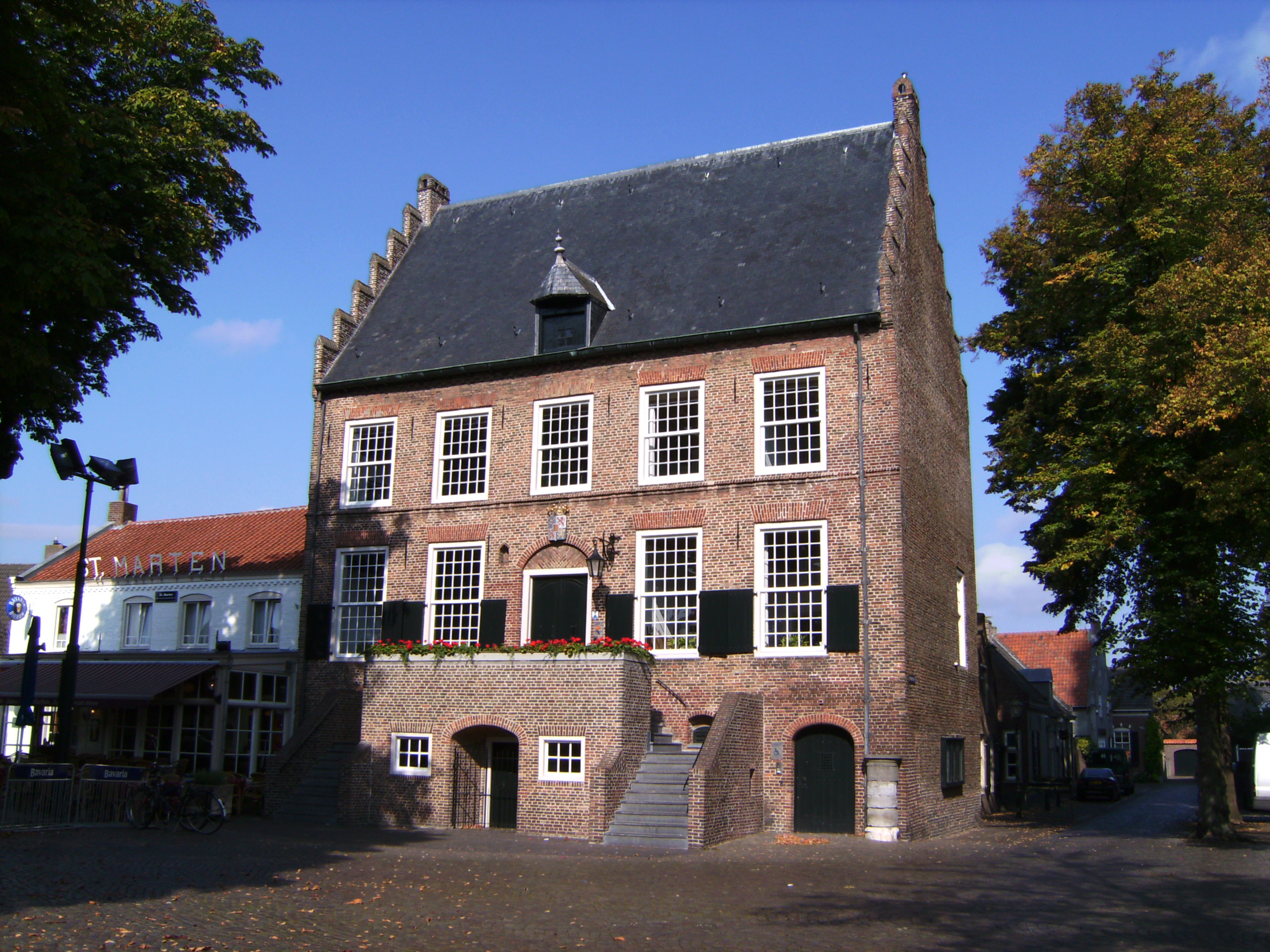
Het Oude Raadhuis
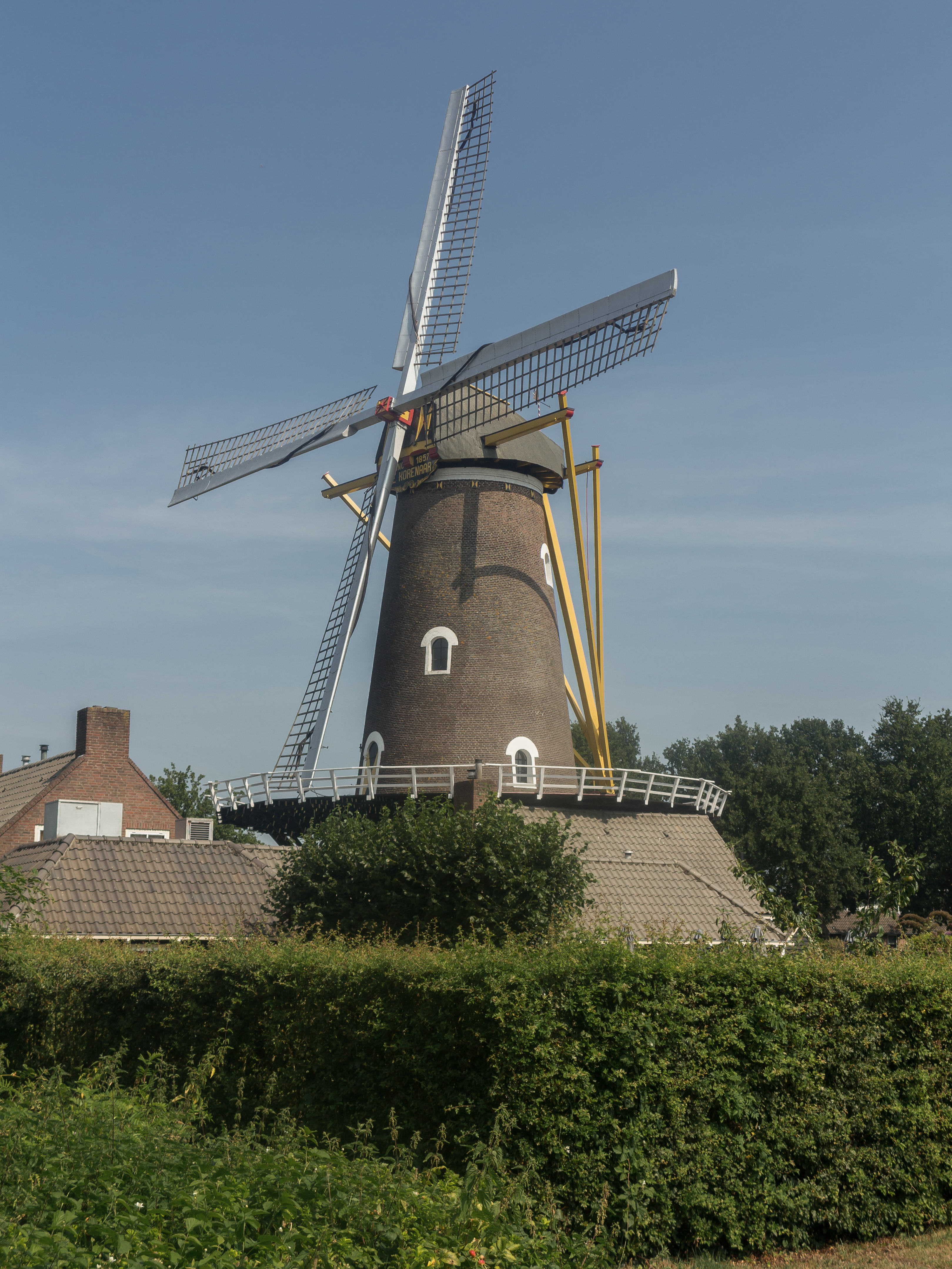
Windmolen de Korenaar
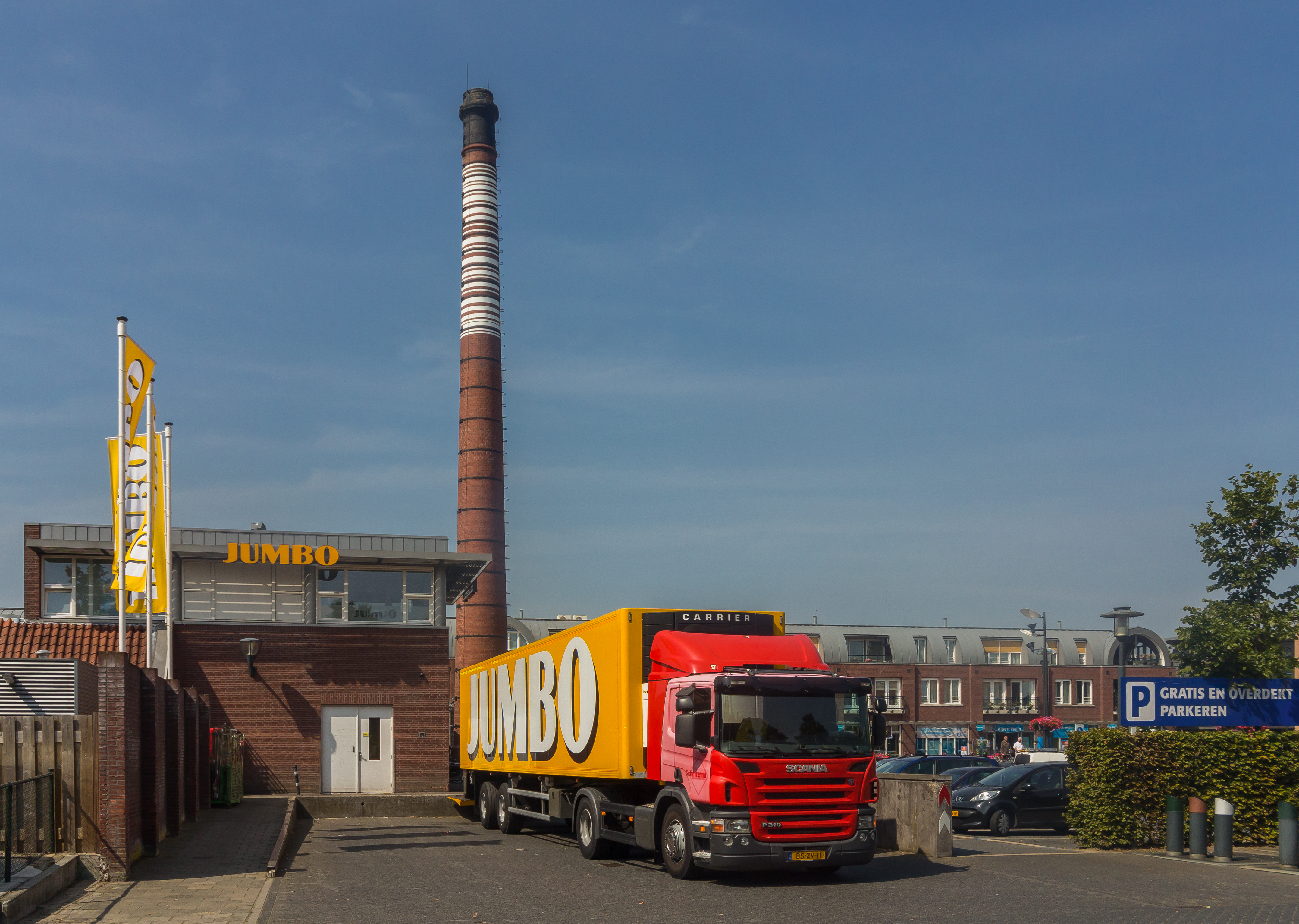
Vestiging van de Jumbo supermarkt
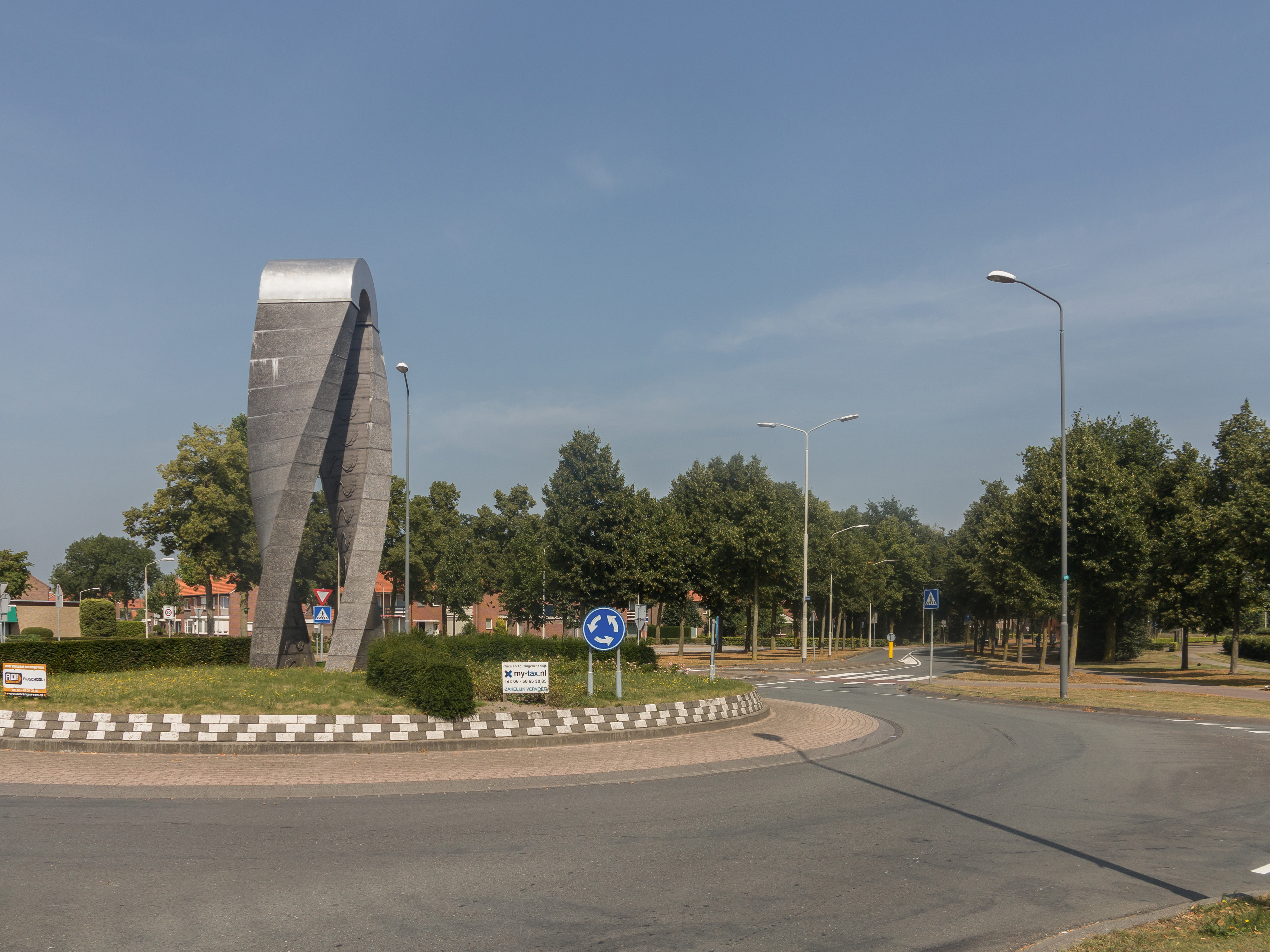
Sculptuur bij de Sint Jorisstraat

## Natuur en landschap
Oirschot wordt omringd door een oud agrarisch cultuurgebied met enkele interessante buurtschappen en langgevelboerderijen, maar verder naar het noorden vindt men het landschapsreservaat De Mortelen, bestaande uit loofbos afgewisseld met stukjes cultuurland.
Ten zuiden van Oirschot loopt het Wilhelminakanaal, waarlangs zich fraaie bermen en een fietspad bevinden. Daar weer ten zuiden van ligt kleinschalig bosgebied en enkele landgoederen, zoals 's-Heerenvijvers en Hemelrijken, terwijl zich ten zuiden daarvan de Oirschotse Heide bevindt, wat een veel droger terrein is met ook heide en stuifzand. Dit gebied is intensief in gebruik als militair oefenterrein, maar toegankelijk.
- Een Rode beuk uit 1764 bevindt zich in de Nieuwstraat te Oirschot. (Gestorven in 2019)

Ten westen van Oirschot bevindt zich nog het Landgoed Baest, in het zuiden de Oostelbeerse Heide.

## Economie
Oirschot was vanouds een agrarische plaats met een bestuurlijke en centrumfunctie. Naast brouwerijen, zoals Brouwerij De Kroon, kwam ook andere industrie naar Oirschot. Deze werd gestimuleerd door de aanleg van het Wilhelminakanaal. Ook de autosnelweg van Eindhoven naar Tilburg loopt langs Oirschot.
Van groot belang was de meubelindustrie. Aan de wieg hiervan stond Cornelus Jacobus Teurlincx. Deze vertrok in 1848 naar de Verenigde Staten. In 1858 kwam hij met behulp van een lening, die door de gemeente gegeven was, terug naar Nederland. Daar ontwikkelde hij de Amerikaanse stoel, die geheel van hout was. Aldus werd een Stoomfabriek van echte Amerikaansche stoelen, banken en tafels opgericht met de naam Teurlincx & Meijers. Andere bedrijven zoals Vlemmincks Erven & Co, Tret & Meeuwis, en Van Leuven volgden. In 1910 waren er zes meubelbedrijven met in totaal 83 medewerkers. In 1919 werd de RK Vereeniging van fabrikanten van Oirschotse stoelen opgericht. Weldra waren er acht fabrikanten die stoelen en andere houten meubelen vervaardigden. In 1958 werd door de plaatselijke meubelindustrie de beroemde Oirschotse stoel opgericht. Deze werd gemaakt door de firma Meeuwis. Ook tegenwoordig zijn er nog enkele kleine meubelfabrieken, zoals Meubelfabriek Veldhuizen, Furnituremarc BV en Kees Verhouden Meubelen. Deze laatste heeft behalve een meubelmakerij ook een woonwinkel voor consumenten.
Ten westen van Oirschot ligt een bedrijf dat hekwerken en poorten produceert en ten oosten van Oirschot ligt een ander groot bedrijf dat bouwketen en prefab tijdelijke woningen vervaardigt. Daarnaast is defensie een grote werkgever. De Generaal Majoor de Ruyter van Steveninckkazerne, ook bekend als Legerplaats Oirschot, ontplooit veel activiteiten op de Oirschotse Heide, en veel personeel van deze kazerne woont in Oirschot.

## Evenementen
- Carnaval, dan heet Oirschot: Skôn Orre Gat
- Kermis, september
- Zinderend Oirschot, juni
- Beach voetbal toernooi, juli
- CampZone, een outdoor LAN-party, eind juli, begin augustus, tussen 2007 en 2015 in Oirschot.
- Country-weekend, augustus

## Verenigingen
Verenigingen in Oirschot zijn onder meer:
- Badmintonclub Oirschot
- Tennisvereniging T.C.O.
- Voetbalvereniging VV Oirschot Vooruit
- Voetbalvereniging De Bocht '80
- Basketbalvereniging Basketbal Club Oirschot
- Hockeyvereniging Hockeyclub Oirschot
- Zwemvereniging E.O.Z.C
- Volleybalvereniging VC Verrekijker
- Atletiek Oirschot
- Handboogschutterij Aurora
- Gilde Sint Sebastiaan (schuttersgilde)
- Gilde Broederschap van Onser Liever Vrouwe (schuttersgilde)
- Sint Joris Gilde (schuttersgilde)

## Voorzieningen
- Zwembad Laco sportcentrum
- Zorgcentrum St. Joris, Verzorgingshuis Blijendaal en Kempenhaeve Oirschot

## Verkeer en vervoer
Oirschot is bereikbaar via de A58.
Oirschot is per openbaar vervoer bereikbaar met de volgende buslijnen:
- 10: Eindhoven - Oirschot (Hermes)
- 141: Tilburg - Moergestel - Oirschot - Best (Arriva)
- 142: Tilburg - Hilvarenbeek - Oirschot - Best (Arriva)
- 299: Oirschot - Boxtel - Sint-Michielsgestel (buurtbus) (Arriva)

In Best, Boxtel, Eindhoven en Tilburg kan overgestapt worden op de trein en andere buslijnen.

## Geboren in Oirschot
- Frans van Lith S.J. (1863-1926), jezuïet en stichter van de katholieke missie in Midden-Java
- Carl Romme (1896-1980), advocaat, rechtsgeleerde en politicus (KVP)
- Michiel van Kempen (1957), schrijver, dichter, letterkundige en surinamist
- Alex Klaasen (1976), cabaretier, zanger en acteur
- Henry van Loon (1982), stand-upcomedian, cabaretier en acteur
- Dieke van Straten (2003), voetbalster